# هودلیتسه
هودلیتسه (به چکی: Hudlice) یک منطقهٔ مسکونی در جمهوری چک است که در ناحیه بروون واقع شده‌است. هودلیتسه ۲۰٫۷۳ کیلومتر مربع مساحت و ۱٬۲۲۹ نفر جمعیت دارد و ۴۰۱ متر بالاتر از سطح دریا واقع شده‌است.